# Psammodius pierottii
Psammodius pierottii är en skalbaggsart som beskrevs av Riccardo Pittino 1979. Psammodius pierottii ingår i släktet Psammodius och familjen Aphodiidae. Inga underarter finns listade i Catalogue of Life.